# Roberto Peccei
Roberto Daniele Peccei (italiano: [petˈtʃɛi], nascido em 6 de janeiro de 1942 — 2 de junho de 2020) foi o ex-vice reitor de Pesquisa da Universidade da Califórnia em Los Angeles, uma posição que ocupou durante os anos 2000-2010. Foi um físico de partículas cujos interesses principais estavam na área das interações eletrofraca e na interface entre a física de partículas e cosmologia física, conhecido por elaborar a Teoria de Peccei-Quinn.